# Mosebacketeatern
Mosebacketeatern (tidigare även Adackers Folies Bergère, Mosebacke Etablissement, Södra varietén, Höga nöjet, Mosebacke revyteater, Teater Montmartre) var en teaterlokal vid Mosebacke, intill Södra Teatern.

## Mosebacketeatern historia
Redan på 1780-talet var platsen ett nöjescentrum. Omkring 1850 blev det ett tivoli. Källarmästare Qvintus Mellgren förvärvade teatern 1881, och då arrangerades sommarteater utomhus. Vid dåligt väder använde man Södra Teaterns foajé. 1886 lät Mellgren bygga terrasser i gjutjärn och betong, efter ritningar av Ernst Haegglund, där två kägelbanor anlades. Mellan kägelbanorna placerades ett schweizeri. Dekorationerna utfördes av Carl Grabow, gjutjärnsarbetena av Ludwigsbergs verkstad och cementarbetena av Lomma cementfabrik. 
Anshelm Berg och Harry Adacker, Stockholms Tivolis ägare, lät bygga en permanent teater, först kallad Adackers Folies Bergère (efter Folies Bergère i Paris), som invigdes den 15 oktober 1887. Arkitekt var Carl August Olsson. Salongen var 27 meter lång, 18 meter bred, 12 meter hög och hade 1000 sittplatser, varav 120 i särskilda loger. Värmesystemet installerades av Wilhelm Dahlgren. Tolv dörrar ledde in i salongen, som var dekorerad i grått, rött och guld av Berndt Andersson. Kägelbanorna införlivades med teatern, där den västra delen dekorerades som en grotta och fungerade som foajé och den östra blev menageri för Tivolis djur under vintern. Övre radens långväggar bemålades senare av Isaac Grünewald.
Från början var teatern en varietéscen, men senare började man ge revyer och pjäser, främst komedier och lustspel. Under somrarna fungerade teatern som reservscen för flera av Södermalms friluftsteatrar.
Den sista föreställningen, Kökskavaljerer, gavs den 11 december 1938. Teatern revs 1939. Endast Kägelbanan, idag en del av Södra Teatern, bevarades.

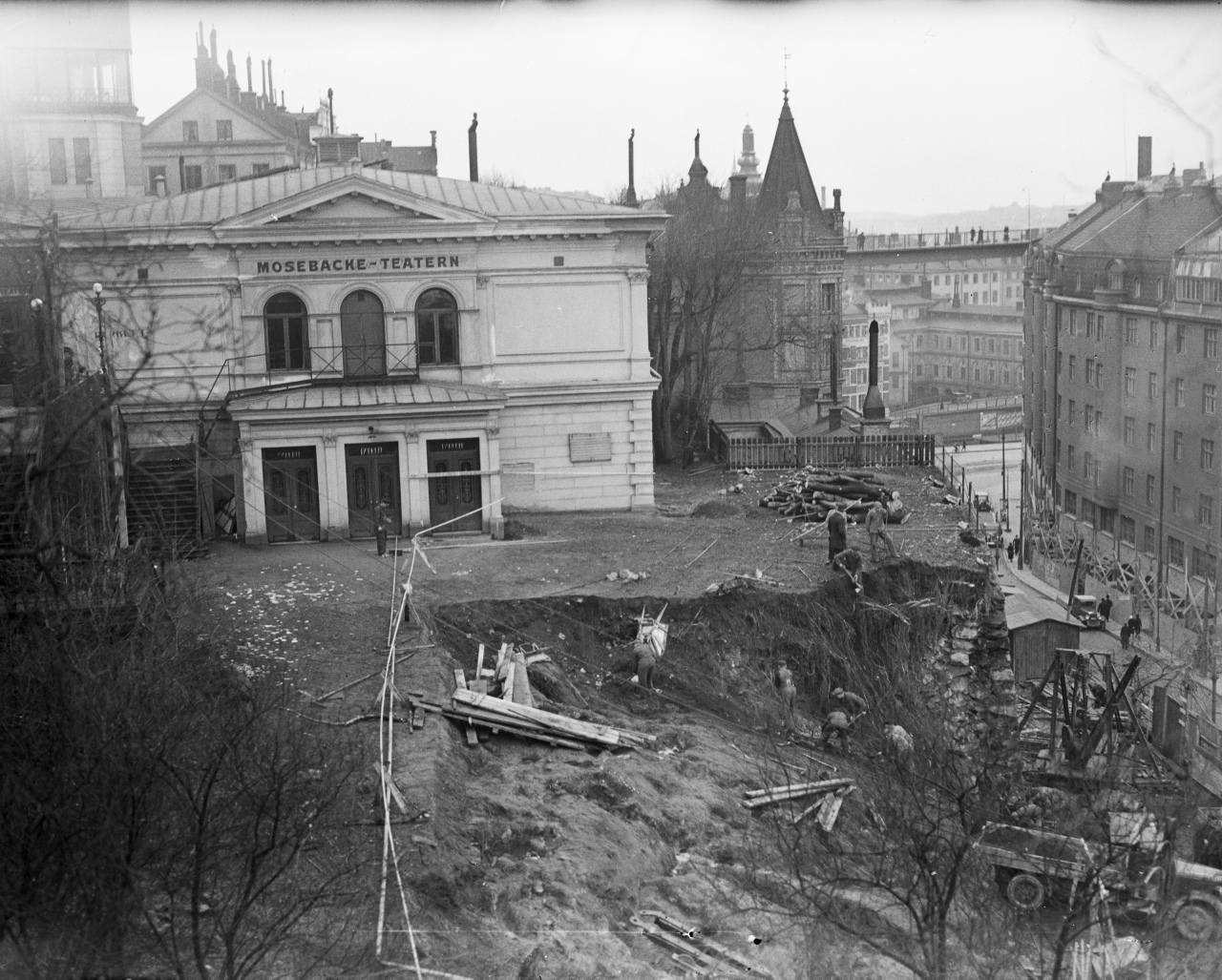
Mosebacke-teatern strax innan rivning 1939.

## Uppsättningar

### Södra Varietén
| År   | Produktion                                                                    | Upphovsmän                                                                  | Regi                             | Noter |
| ---- | ----------------------------------------------------------------------------- | --------------------------------------------------------------------------- | -------------------------------- | --- |
| 1910 | En sommarnattsdans, eller Balettens triumf på Söder, revy                     | Algot Sandberg                                                              | Algot Sandberg Wilhelm Berndtson | Premiär 1 juni 1910 Stina Stockenstam, Ester Julin, fröken Ringvall, fröken Sandström, Theres Jansson, Karin Berge, Sigurd Wallén, Wilhelm Berndtson, Oscar Heurlin, Ludde Juberg, Carl Hagman, Carl Kindström Koreografi Oscar Tropp, Scenografi Manne Hallengren 91 föreställningar |
| 1910 | Kissemiss La chatte métamorphosée en femme                                    | Jacques Offenbach, Eugène Scribe och Mélesville Översättning Algot Sandberg |                                  | Premiär 16 juli 1910 6 föreställningar |
| 1910 | Den botfärdige, eller De tvenne värnlösa barnen                               |                                                                             |                                  | Premiär 18 september 1910 Gästspel av Judiska amatörklubben |
| 1911 | Gud, människan eller Satan Got, mentsh un tayvl                               | Jacob Mikhailovich Gordin                                                   |                                  | Premiär 6 januari 1911 Gästspel av Judiska amatörklubben |
| 1911 | Den vilda människan Der vilder mentsh                                         | Jacob Mikhailovich Gordin                                                   |                                  | Premiär 17 april 1911 Gästspel av Judiska amatörklubben |
| 1911 | Runda Charlotta, eller Herrarnas herre, eller en liten titt i framtiden, revy |                                                                             | Wilhelm Berndtson                | Premiär 6 juni 1911 Koreografi Carl Johannesen, Scenografi V.E. Bergendorf 75 föreställningar |
| 1911 | Kluddman på vift                                                              |                                                                             |                                  | Premiär 2 augusti 1911 12 föreställningar |
| 1911 | Ordern lyder snarka, revy                                                     |                                                                             |                                  | Premiär 21 augusti 1911 27 föreställningar |
| 1911 | Karlsson på gask, revy                                                        |                                                                             |                                  | Premiär 21 augusti 1911 39 föreställningar |
| 1911 | Ett kärleksäventyr                                                            |                                                                             |                                  | Premiär 17 september 1911 12 föreställningar |
| 1912 | Olympiska skrällen, revy                                                      | Kul                                                                         | Carl J. Kullenbergh              | Premiär 15 juni 1912 Scenografi V.E. Bergendorf 75 föreställningar |
| 1913 | Hej Ambrosia, revy                                                            | Kul                                                                         |                                  | Premiär 1 juni 1913 78 föreställningar |
| 1914 | En natt i Stockholm, revy                                                     |                                                                             |                                  | Premiär 2 juli 1914 33 föreställningar |
| 1915 | Calson och sibyllan, revy                                                     |                                                                             |                                  | Premiär 1 juli 1915 62 föreställningar |
| 1916 | Spökena vid Stureplan, revy                                                   | Ivar Pira                                                                   |                                  | Premiär 1 juni 1916 |
| 1917 | Skomakare eller gulasch, revy                                                 |                                                                             | Adolf Blom                       | Premiär 1 maj 1917 Scenografi M. Pauli 90 föreställningar |

### Mosebacke revyteater
| År   | Produktion                            | Upphovsmän                                                      | Regi             | Noter |
| ---- | ------------------------------------- | --------------------------------------------------------------- | ---------------- | --- |
| 1918 | Zickzack, revy                        | Svasse Bergqvist                                                | Wilhelm Tunelli  | Premiär 1 juni 1918 Scenografi Manne Hallengren |
| 1919 | Ta hissen, Amalia, revy               |                                                                 |                  | Premiär 1 januari 1919 |
| 1919 | Tjim-Tjim, revy                       |                                                                 |                  | Premiär 1 juni 1919 125 föreställningar |
| 1919 | Hallå, Amerika, revy                  | Svasse Bergqvist                                                |                  | Premiär 15 oktober 1919 Scenografi Olle Nordmark 76 föreställningar |
| 1920 | Nattugglor, revy                      | Svasse Bergqvist och John Coldén                                |                  | Premiär 1 januari 1920 Eric Abrahamsson, Johnny Björkman, Gösta Bodin, John Lindén, Eric Lindholm, Hulda Malmström, Märta Reiners 93 föreställningar |
| 1920 | April, april, revy                    |                                                                 |                  | Premiär 5 april 1920 23 föreställningar |
| 1920 | Abrakadabra, eller Ny konst, revy     | Axel Engdahl                                                    |                  | Premiär 1 maj 1920 28 föreställningar |
| 1920 | Tur och retur, revy                   | Svasse Bergqvist                                                | Svasse Bergqvist | Premiär 2 juni 1920 Scenografi Heinrich Stuntz 90 föreställningar |
| 1920 | Konst och konster, revy               | Otton                                                           |                  | Premiär 4 september 1920 70 föreställningar |
| 1920 | Två man om en änka Der Regimentspapa  | Richard Kessler och Heinrich Stobitzer                          |                  | Premiär 13 november 1920 50 föreställningar |
| 1921 | Blått och bart, revy                  | Svasse Bergqvist och Otton                                      |                  | Premiär 1 januari 1921 Scenografi Carl Grabow 103 föreställningar |
| 1921 | Ack, Elvira                           | Strid Sommar                                                    |                  | Premiär 16 april 1921 45 föreställningar |
| 1921 | Kom över hit, revy                    | Svasse Bergqvist och Karl-Ewert                                 |                  | Premiär 12 juni 1921 Scenografi Carl Grabow 80 föreställningar |
| 1921 | Vart ska vi annars gå, revy           | Karl Gerhard                                                    | Olle Nordmark    | Premiär 1 september 1921 Karl Gerhard, Nalle Halldén, Lili Ziedner, Anna-Lisa Baude, Artur Rolén, Gösta Bodin, Ruth Weijden, Thora Jacobson, Hildi Lindgren, Dagny Lind, Eric Abrahamsson, John Lindén, Carl Larsson Scenografi Olle Nordmark, Isaac Grünewald Flyttad från Folkteatern 50 föreställningar |
| 1921 | Hans åtta små änkor His Little Widows | William A Schroeder, Rida Johnson Young och William Cary Duncan | John Lindlöf     | Premiär 22 oktober 1921 Scenografi Olle Nordmark 27 föreställningar |
| 1921 | Upp och av..., revy                   | Ture Nerman                                                     | John Lindlöf     | Premiär 19 november 1921 Scenografi Olle Nordmark 37 föreställningar |
| 1922 | Klart till mars..., revy              | Stig och Mac                                                    |                  | Premiär 1 januari 1922 Scenografi Gösta Engström 40 föreställningar |
| 1922 | Shimmy, shimmy                        |                                                                 | Svasse Bergqvist | Premiär 11 februari 1922 50 föreställningar |
| 1922 | Bomans flickor, revy                  | James Mack Pärson                                               |                  | Premiär 1 april 1922 30 föreställningar |
| 1922 | Aldrig i livet                        | Gustaf af Geijerstam                                            |                  | Premiär 16 juni 1922 25 föreställningar |
| 1922 | Bröllopspresenten Zwei Waffen         | Oscar Blumenthal och Gustav Kadelburg                           |                  | Premiär 19 juli 1922 43 föreställningar |
| 1923 | Hallå där, revy                       | Svasse Bergqvist                                                | Elna Panduro     | Premiär 1 juni 1923 Scenografi Heinrich Stuntz 100 föreställningar |
| 1924 | Högre opp, revy                       | Svasse Bergqvist                                                |                  | Premiär 31 maj 1924 92 föreställningar |
| 1925 | Mitt emellan, revy                    | Fils och C:o                                                    | Elna Panduro     | Premiär 17 januari 1925 |
| 1925 | Ping pong, revy                       | Svasse Bergqvist och Karl-Ewert                                 | Björn Hodell     | Premiär 31 maj 1925 Scenografi Ossian Elgström 92 föreställningar |
| 1925 | Får vi lov, revy                      | Ceson och Beson                                                 | Elna Panduro     | Premiär 26 december 1925 Scenografi Poul Kanneworff och Heinrich Stuntz 60 föreställningar |

### Teater Montmartre
| År   | Produktion                 | Upphovsmän       | Regi | Noter                                    |
| ---- | -------------------------- | ---------------- | ---- | ---------------------------------------- |
| 1926 | Bröderna Östermans huskors | Oscar Wennersten |      | Premiär 25 april 1926 48 föreställningar |

### Mosebacketeatern
| År   | Produktion                                             | Upphovsmän                           | Regi                             | Noter |
| ---- | ------------------------------------------------------ | ------------------------------------ | -------------------------------- | --- |
| 1926 | Sven Svensson                                          | Oscar Wennersten                     |                                  | Premiär 12 juni 1926 41 föreställningar |
| 1926 | Skärgårdsflirt                                         | Gideon Wahlberg                      |                                  | Premiär 23 juli 1926 Fridolf Rhudin, Mona Geijer-Falkner, Eric Engstam, Thure Alfe, Ernst Öberg, Marianne Charleville 504 föreställningar |
| 1927 | Anna-Lenas friare                                      | Gideon Wahlberg                      |                                  | Premiär 25 november 1927 37 föreställningar |
| 1928 | När nämndemansmoras Ida skulle bortgiftas              | Nanna Wallensteen                    |                                  | Premiär 14 januari 1928 40 föreställningar |
| 1928 | Akta er för flickor                                    | Gran                                 |                                  | Premiär 26 februari 1928 15 föreställningar |
| 1928 | Bröderna Östermans huskors                             | Oscar Wennersten                     |                                  | Premiär 9 mars 1928 40 föreställningar |
| 1928 | Skärgårdsflirt                                         | Gideon Wahlberg                      |                                  | Premiär 21 april 1928 Fridolf Rhudin, Rut Holm, Mona Geijer-Falkner, Carl Ericson, Werner Ohlson, Gösta Hallin, Inez Forsström, Nils Dahlström, Anna Greta Bergman, Gösta Johansson 10 föreställningar                                                    |
| 1928 | Vaxholm 1:an                                           | Sigurd Wallén                        |                                  | Premiär 3 maj 1928 Fridolf Rhudin, Rut Holm, Hildi Waernmark 27 föreställningar |
| 1928 | Kila opp, revy                                         | Gran och Nilo                        |                                  | Premiär 31 maj 1928 80 föreställningar |
| 1928 | Stockholmsgrabbar                                      | Gideon Wahlberg                      | Sigge Fischer                    | Premiär 8 september 1928 Scenografi Heinrich Stuntz 210 föreställningar |
| 1929 | Westerbergs pojke                                      | Gideon Wahlberg                      |                                  | Premiär 31 augusti 1929 Julia Cæsar, Siegfried Fischer, Eric Johansson, Ludde Juberg, Gina Barcklind, Severin Norlén, John Elfström Flyttad från Söders friluftsteater 105 föreställningar                                                                |
| 1929 | Fjällgatan 14                                          | Siegfried Fischer                    |                                  | Premiär 14 december 1929 Julia Cæsar, Siegfried Fischer, Eric Johansson, Ludde Juberg, Gina Barcklind, Severin Norlén, Jullan Jonsson, Eva Sachtleben, Lillie Hedgren, Harald Wehlnor, Werner Ohlson, Olle Hilding, Robert Johnsson 143 föreställningar   |
| 1930 | Söderkåkar                                             | Gideon Wahlberg                      | Hugo Jacobson                    | Premiär 28 augusti 1930 Julia Cæsar, Hugo Jacobson, Eric Johansson, Severin Norrlén, Jullan Jonsson, Lillie Hedgren, Eva Sachtleben, Carl-Harald, Siegfried Fischer, Ludde Juberg, Gina Barcklind, Werner Ohlson Flyttad från Tantolundens friluftsteater |
| 1931 | Ta' fast tjuven                                        | Gran                                 | Edvin Janse                      | Premiär 28 januari 1931 Julia Cæsar, Hugo Jacobson, Severin Norrlén, Eva Sachtleben, Rut Holm, Siegfried Fischer, Lillie Hedgren, Eric Johansson, Ludde Juberg, Gina Barcklind, Jullan Jonsson, Werner Ohlson, Carl-Harald 30 föreställningar             |
| 1931 | Äventyr vid kolonistugan                               | Gideon Wahlberg och Walter Stenström | Edvin Janse                      | Premiär 1 mars 1931 Julia Cæsar, Hugo Jacobson, Ludde Juberg, Eric Johansson, Rut Holm, Siegfried Fischer, Jullan Jonsson, Severin Norrlén, Gina Barcklind, Werner Ohlson, Lillie Hedgren, Eva Sachtleben 100 föreställningar                             |
| 1931 | I gamla Djurgårdssta'n                                 | Gideon Wahlberg                      | Gideon Wahlberg                  | Premiär 28 augusti 1931 Julia Cæsar Flyttad från Tantolundens friluftsteater 75 föreställningar |
| 1931 | Augustas lilla felsteg                                 | Siegfried Fischer                    |                                  | Premiär 13 december 1931 Julia Cæsar, Hugo Jacobson, Eric Johansson, Ludde Juberg, Rut Holm, Siegfried Fischer, Jullan Jonsson, Severin Norrlén, Gina Barcklind, Werner Ohlson, Sylvia Lundberg 105 föreställningar                                       |
| 1932 | Tokstollar och högfärdsblåsor                          | Gideon Wahlberg                      | Gideon Wahlberg                  | Premiär 3 april 1932 Julia Cæsar 37 föreställningar |
| 1932 | Skeppar Ömans flammor                                  | Siegfried Fischer                    |                                  | Premiär 21 oktober 1932 Julia Cæsar 75 föreställningar |
| 1933 | En Söderpojke                                          | Siegfried Fischer                    | Siegfried Fischer                | Premiär 7 januari 1933 Julia Cæsar 55 föreställningar |
| 1933 | Amandas kärlekspant                                    | Siegfried Fischer                    | Siegfried Fischer                | Premiär 4 mars 1933 Julia Cæsar Scenografi Heinrich Stuntz 45 föreställningar |
| 1933 | Violen från Flen                                       | Siegfried Fischer                    |                                  | Premiär 23 september 1933 Julia Cæsar 33 föreställningar |
| 1933 | Barn på beställning                                    | Arthur Fischer                       | Arthur Fischer                   | Premiär 27 oktober 1933 Julia Cæsar 75 föreställningar |
| 1933 | Fjällgatan 14                                          | Siegfried Fischer                    |                                  | Premiär 26 december 1933 Sylvia Lundberg, Tord Bernheim 50 föreställningar |
| 1934 | Greven av Gamla stan                                   | Siegfried och Arthur Fischer         |                                  | Premiär 17 februari 1934 Julia Cæsar 55 föreställningar |
| 1934 | Julia på camping                                       | Siegfried Fischer                    |                                  | Premiär 13 oktober 1934 Julia Cæsar 150 föreställningar |
| 1935 | Café Södergöken                                        | Olle Gunnarsson                      |                                  | Premiär 13 mars 1935 Julia Cæsar 41 föreställningar |
| 1935 | Följ me' till Köpenhamn                                | Siegfried Fischer                    | Siegfried Fischer                | Premiär 12 oktober 1935 Julia Cæsar 80 föreställningar |
| 1936 | Skojar-Hampus                                          | Siegfried Fischer                    |                                  | Premiär 4 januari 1936 Julia Cæsar 50 föreställningar |
| 1936 | Fröken Grönlunds pojke                                 | Siegfried och Arthur Fischer         | Siegfried Fischer Arthur Fischer | Premiär 22 februari 1936 Julia Cæsar 52 föreställningar |
| 1936 | Hemsöborna                                             | August Strindberg                    | Siegfried Fischer                | Premiär 10 oktober 1936 Julia Cæsar 60 föreställningar |
| 1936 | Augustas lilla felsteg                                 | Siegfried Fischer                    |                                  | Premiär 9 december 1936 Julia Cæsar 33 föreställningar |
| 1937 | Bergsprängarbruden                                     | Albin Erlandzon                      | Siegfried Fischer                | Premiär 16 januari 1937 Julia Cæsar 50 föreställningar |
| 1937 | Lördagsflirt                                           | Bjørn Bjørnevik                      |                                  | Premiär 6 mars 1937 Julia Cæsar 21 föreställningar |
| 1937 | Spanska flugan                                         | Franz Arnold och Ernst Bach          | Siegfried Fischer                | Premiär 27 mars 1937 Julia Cæsar, Siegfried Fischer, Anders Boman, Hanny Schedin, Wera Lindby, Carl-Harald 23 föreställningar |
| 1937 | Fredrik och försynen                                   | Henning Ege                          | Siegfried Fischer                | Premiär 1 oktober 1937 Bertil Schedin, Dagny Lind, Wera Lindby, Hugo Jacobson, Lisa Wirström, Hilmer Peters, Werner Ohlson, Berndt Westerberg, Lilly Kjellström 29 föreställningar                                                                        |
| 1937 | Hur ska' de' gå för Pettersson?                        | Siegfried Fischer                    |                                  | Premiär 31 oktober 1937 Julia Cæsar |
| 1937 | Opp och heja! eller Mannen som stal Golfströmmen, revy | Henry Carlsson och Tage Forsberg     | Siegfried Fischer                | Premiär 28 december 1937 97 föreställningar |
| 1938 | Kökskavaljerer                                         | Siegfried Fischer                    | Siegfried Fischer                | Premiär 9 oktober 1938 Siegfried Fischer, Gerda Landgren, Werner Ohlson, Jean Claesson, Lilly Kjellström, Wera Lindby, Sven Jörgen, Walter Sarmell, Hanny Schedin, Bertil Schedin 72 föreställningar                                                      |